# Jesse James Leija
Jesse James Leija est un boxeur mexicano-américain né le 8 juillet 1966 à San Antonio, Texas.

## Carrière
Passé professionnel en 1988, il devient champion d'Amérique du Nord des poids plumes NABF en 1992 puis champion du monde des poids super-plumes WBC après sa victoire aux points contre Azumah Nelson le 7 mai 1994. Leija perd son titre dès le combat suivant face à Gabriel Ruelas le 17 septembre 1994. Il met un terme à sa carrière en 2005 sur un bilan de 47 victoires, 7 défaites et 2 matchs nuls.